# Rudolf Baumann (Mediziner)
Rudolf Baumann (* 19. August 1911 in Düsseldorf; † 19. Juni 1988 in Berlin) war ein deutscher Arzt. Er leitete ab 1958 das Institut für kortiko-viszerale Pathologie und Therapie der Akademie der Wissenschaften der DDR und von 1972 bis 1978 dessen Nachfolgeinstitution, das Zentralinstitut für Herz-Kreislaufforschung.

## Leben

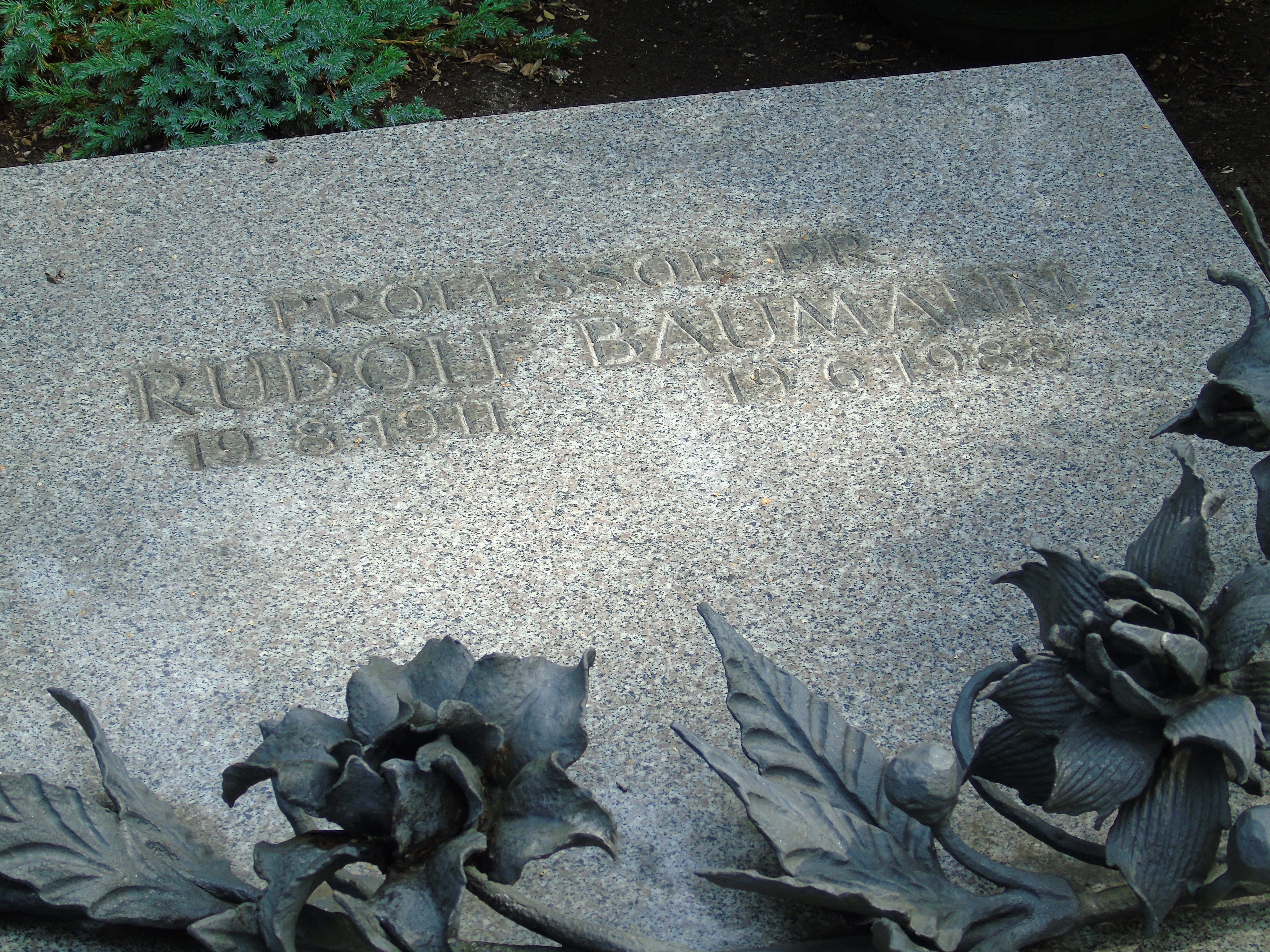
Grab auf dem Dorotheenstädtischen Friedhof

Rudolf Baumann wurde 1911 in Düsseldorf geboren und studierte von 1930 bis 1936 Medizin in Bonn, München, Berlin sowie Rostock. 1937 wurde er an der Universität Rostock nach Verteidigung seiner Dissertationsschrift Wachstum und Differenzierung papillärer Drüsencarcinome zum Dr. med. promoviert. Von 1936 bis 1941 absolvierte er am Städtischen Krankenhaus Neukölln seine Facharztausbildung zum Internisten. Am 12. Februar 1940 beantragte er die Aufnahme in die NSDAP und wurde zum 1. Juni desselben Jahres aufgenommen (Mitgliedsnummer 7.622.575), von 1941 bis 1944 wirkte er als Lazarettarzt. Nach dem Ende des Zweiten Weltkrieges war er ab 1945 Chefarzt des städtischen Ost-Krankenhauses in Berlin. Drei Jahre später wurde er zweiter ärztlicher Direktor und Chefarzt der ersten Inneren Klinik am städtischen Hufeland-Krankenhaus in Berlin-Buch sowie 1951 dessen ärztlicher Direktor und Chefarzt der ersten Medizinischen Klinik. Im gleichen Jahr wurde er Mitglied der Sozialistischen Einheitspartei Deutschlands (SED).
Ab 1956 leitete darüber hinaus er das von ihm am Hufeland-Krankenhaus gegründete Institut für kortiko-viszerale Pathologie und Therapie, ein Jahr später wurde er Professor für Innere Medizin. 1958 übernahm die Deutsche Akademie der Wissenschaften zu Berlin die Trägerschaft des Instituts, zu dem neben verschiedenen Forschungslaboren für experimentelle Untersuchungen auch ein Schlaflabor und später eine eigene Klinik gehörten. Mit der Gründung des Zentralinstituts für Herz-Kreislaufforschung im Jahr 1972 als Nachfolgeeinrichtung der Akademie-Institute für kortiko-viszerale Pathologie und Therapie sowie für Kreislaufforschung wurde er Direktor des neu entstandenen Instituts, das er bis 1978 leitete. Er starb 1988 in Berlin. Sein Nachfolger wurde Horst Heine, der ab 1977 bereits als sein Stellvertreter als Institutsdirektor gewirkt hatte.

## Wissenschaftliches Wirken
Die Forschungsinteressen von Rudolf Baumann waren durch die Ansichten des sowjetischen Nobelpreisträgers Iwan Petrowitsch Pawlow und später durch die Theorien des österreichisch-kanadischen Mediziners Hans Selye beeinflusst. Sie konzentrierten sich insbesondere auf die Rolle des kortikalen Nervensystems bei der Regulation verschiedener Körperprozesse und bei Erkrankungen wie beispielsweise Diabetes mellitus und Diabetes insipidus, Bluthochdruck sowie Stress und psychosomatisch bedingten Störungen.

## Auszeichnungen
Rudolf Baumann erhielt 1965 den Nationalpreis der DDR und wurde ein Jahr später als ordentliches Mitglied in die Deutsche Akademie der Wissenschaften zu Berlin aufgenommen, deren Klasse für Medizin er von 1975 bis 1988 als Vorsitzender vorstand. Darüber hinaus war er ab 1974 ausländisches Mitglied der Akademie der Medizinischen Wissenschaften der UdSSR. Zu seinen weiteren Auszeichnungen zählten unter anderen der Ehrentitel „Verdienter Arzt des Volkes“, der Vaterländische Verdienstorden (1961 und 1972) und 1988 die Ehrenspange der Akademie der Wissenschaften der DDR.

## Werke (Auswahl)
- Physiologie des Schlafes und Klinik der Schlaftherapie. Berlin 1953
- Coma diabeticum: Seine Pathophysiologie, Pathogenese, Symptomatik und Therapie. Berlin 1959
- Kortiko-viszerale Physiologie, Pathologie und Therapie. Berlin 1966
- Stress, Neurose und Herz-Kreislauf. Berlin 1977